# Tasque
Tasque is een gemeente in het Franse departement Gers (regio Occitanie) en telt 212 inwoners (2004). De plaats maakt deel uit van het arrondissement Mirande.

## Geografie
De oppervlakte van Tasque bedraagt 9,9 km², de bevolkingsdichtheid is 21,4 inwoners per km².

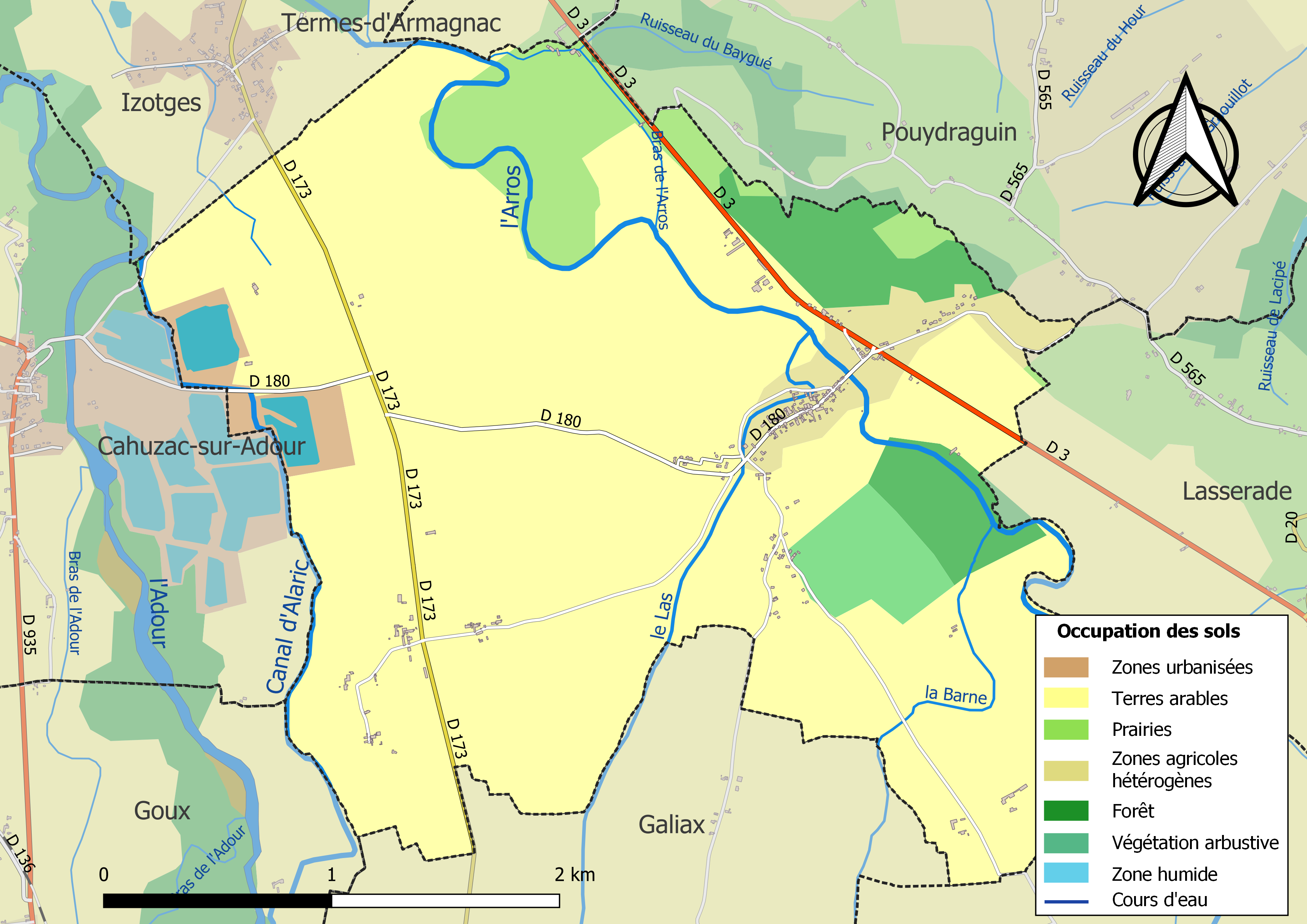
Kaart van de gemeente met belangrijkste infrastructuur, bodemgebruik en omliggende gemeenten

## Demografie
Onderstaande figuur toont het verloop van het inwonertal (bron: INSEE-tellingen).